# Jacques Stewart
Pour les articles homonymes, voir Stewart.
Jacques Stewart, né à Cannes le 24 juillet 1936, est un pasteur français, président de la Fédération protestante de France de 1987 à 1997 et de l'association La Cimade de 2002 à 2006.

## Biographie
Jacques Stewart devient pasteur en 1962, dans le Pas-de-Calais dans la Commune de Wanquetin (de 1962 à 1970).
Après avoir été élu président de la Fédération protestante de France, il démissionne au cours de son troisième mandat, et retourne en paroisse, à Mulhouse, jusqu'à sa retraite. Il est président de la Cimade de 2002 à 2006.
Il a milité pour le dialogue œcuménique et l'engagement des protestants et de leurs institutions dans la société.
Il participe à la mission du dialogue, conduite par le préfet Christian Blanc, créée le 15 mai 1988 par le Premier ministre Michel Rocard après le massacre de la grotte d'Ouvéa en Nouvelle-Calédonie. Cette mission débouche sur la signature le 26 juin 1988 des accords de Matignon par le Rassemblement pour la Calédonie dans la République (RPCR), le Front de libération nationale kanak et socialiste (FLNKS) et l’État.

## Publications
- Jacques Stewart, Anne-Emmanuelle Kervella, La Grâce de croire, Paris, Desclée de Brouwer, 1998, 181 p.